# Keur Massar
Keur Massar war der bevölkerungsreichste und flächengrößte 
Stadtbezirk der Großstadt Ville de Pikine in der Metropolregion Dakar, gelegen im zentralen Westen Senegals. Als Stadtbezirk von Pikine hatte Keur Massar den Status einer Gemeinde (commune). Im Jahr 2021 wurde Keur Massar geteilt in die Gemeinden Keur Massar Nord und Keur Massar Sud, die Sitz des neu geschaffenen Départements Keur Massar wurden.

## Geografie
Keur Massar liegt im Nordosten des Flaschenhalses der Cap-Vert-Halbinsel zwischen dem südlich angrenzenden und von der Autoroute 1 durchschnittenen Forêt classée de Mbao (FCM) und dem nördlich angrenzenden Strandsee Lac Mbeubeuss (einschließlich), dessen westlicher Teil als décharge de Mbeubeuss bekannt ist und als zentrale Mülldeponie der Metropolregion Dakar dient. Dazwischen erstrecken sich die Wohngebiete des Stadtbezirks. Mit Ausnahme der überall verstreut liegenden überschwemmungsgefährdeten Senken, immerhin ist Keur Massar in den Feuchtgebieten der Niayes gelegen, ist der Stadtbezirk fast vollständig bebaut.
Der Stadtbezirk hat eine Fläche von 22,0 km². Der Grenzverlauf ergibt sich aus einem 2019 im Rahmen einer amtlichen Dokumentation herausgegebenen Satellitenfoto. Benachbart sind im Uhrzeigersinn die Stadtbezirke Mbao im Süden, Yeumbeul Sud und Yeumbeul Nord im Westen, Malika im Norden sowie im Osten die Landgemeinde Tivaouane Peulh-Niaga, die Stadt Jaxaay-Parcelles-Niakoul Rap und der Stadtbezirk Rufisque Ouest der Nachbarstadt Rufisque.

## Geschichte
Keur Massar war ursprünglich ein Nachbarort von Pikine und ging mit anderen Nachbarorten 1996 als Stadtbezirk Keur Massar (commune d'arrondissement), und organisatorisch unterstellt dem Arrondissement des Niayes, in der Ville de Pikine auf. Angetrieben wurden diese Eingliederungen durch die von der Hauptstadt Dakar ausgehende und über Jahrzehnte hinweg sich immer mehr in den Osten der Hauptstadtregion ausbreitende und verdichtende Urbanisierung. Dank dieser Eingliederungen galt Pikine bei der Volkszählung 2013 noch vor der Hauptstadt Dakar als größte Stadt Senegals. Im Jahr 2014 erhielt der Stadtbezirk Keur Massar, wie in Senegal alle communes d'arrondissement, den landesweit einheitlichen Status einer Gemeinde (commune).
Die immer dichter werdende Bebauung machte das von Senken und Feuchtgebieten durchzogene Stadtgebiet zunehmend anfälliger für schwere Überschwemmungen nach Starkregenereignissen. Diese traten seit 2005 mehrfach auf, und Tausende von Bewohnern mussten aus gefährdeten Zonen ausgesiedelt werden. Als es im September 2020 in weiten Teilen der nördlichen Stadtbezirke Pikines erneut zu katastrophalen Überschwemmungen kam, nahm der Präsident der Republik Macky Sall dies zum Anlass, das schwer betroffene Arrondissement des Niayes mit dem Décret n°2021-687 vom 28. Mai 2021 aus dem Département Pikine auszugliedern und daraus das Département de Keur Massar zu bilden. Zugleich wurden die von der Neubildung des Départements betroffenen Gemeinden aus der Großstadt Ville de Pikine ausgegliedert, die damit ihren Status als Millionenstadt verlor. Und zugleich wurden aus dem bisherigen Stadtbezirk mit Gemeindestatus Keur Massar zwei neue Gemeinden gebildet: Keur Massar Nord und Keur Massar Sud.

## Bevölkerung
Die letzten Volkszählungen ergaben für den Stadtbezirk jeweils folgende Einwohnerzahlen:
| Jahr | Einwohner |
| ---- | --------- |
| 1988 | …         |
| 2002 | 57 253    |
| 2013 | 201 653   |

## Verkehr
Keur Massar liegt etwas nördlich der Verkehrsachsen der Cap-Vert-Halbinsel, auf denen der West-Ost-Verkehr zwischen der Metropole Dakar und dem Rest des Landes fließt. Diesem Verkehr dienen die Nationalstraße N 1, ferner die Bahnstrecke Dakar–Niger, und mit der nahe gelegenen Anschlussstelle 8 der mautpflichtigen Autoroute 1 im Forêt de Mbao hat der Stadtbezirk eine schnelle Verbindung in Westrichtung mit der Hauptstadt Dakar und in Ostrichtung mit dem neuen internationalen Flughafen Dakar-Blaise Diagne.